# ヘルイェー
ヘルイェー (HELLYEAH) は、2006年にアメリカ合衆国テキサス州ダラスで結成されたヘヴィメタルバンドである。元Pantera、元Damageplan、元Rebel Meets Rebelのドラマーのヴィニー・ポールを中心に活動している。一部の音楽メディア、他のミュージシャンからはドラマーのヴィニーが中心となって結成された事やバンドの音楽性に因んでポスト・パンテラ、またはポスト・ダメージプランと比喩される事がある。

## 来歴
2004年12月8日に当時ダメージプランのギタリスト、ダイムバッグ・ダレル（ドラマーのヴィニーの実弟）が、アメリカのオハイオ州コロンバスのライブハウスで同バンドのライブ中に拳銃を持った男に射殺されるという事件が発生する。この事件以降、ダメージプランは活動を休止（事実上の解散）する。
ダイムバッグ・ダレルが殺害された事とダメージプランが活動停止した事でヘヴィメタル界に大きな衝撃と悲しみを与え、ヴィニーは実弟のダレルの死によって落ち込み、もう二度と彼の表立った活動が見られなくなると思われていた。
しかしその2年半後、ヴィニーは新バンド「ヘルイェー」を結成した事を発表。また、結成に伴いメンバーは以前から活動しているバンドやプロジェクトと掛け持ちで活動していく事となる。
結成時のインタビュー時、チャド・グレイは「オレたち全員にとってこれはマストでやるべきプロジェクトだった」と語った。また、ヴィニー・ポールは「ヤツらと作った素晴らしい音楽は、オレが敬愛する音楽とはまさにコレなんだってことを思い出させてくれた。『ヘルイェー』は、『Vulgar Display of Power/邦題:俗悪(パンテラの2ndアルバム)』以来、オレにとって最高のコラボレーション作だ。そのヴァイブはポジティヴな“おまえら蹴散らしてやるぜ”的アティテュードなんだ。」と語っている。
2007年4月10日にセルフタイトルの1stアルバム「HELLYEAH」を発表。このアルバムは同年度のBillboard 200で9位を記録。
1stアルバムのリリース後、ベーシストのジェリー・モンタノが脱退。後任に元ダメージプランのボブ・ジラが加入する。
2008年度のオズフェストに出演。ヴィニーの長年の親友のスレイヤーのギタリストのケリー・キングがゲストとして参加し、パンテラの「Mouth For War」や「Fucking Hostile」等の曲を演奏した。
2009年某日、ヴィニーはバンドの新アルバムをレコーディングし始める為、5月にスタジオ入りすることを公表した。また、当時のバンドはどこのレコード会社とも契約していないフリーランスの状態だったが、今まで契約していたエピック・レコードがアルバムをリリースすることを希望していると発表し、再契約する。次回作のアルバムもエピックでリリースされる事が決定。ヴィニーはインタビューにて「物凄くヘヴィな作風になる」と語った。
2010年7月13日、2ndアルバム「Stampede」を発表。日本版はボーナストラックが2曲追加され、同年8月3日に発売。本作よりボブ・ジラがアルバムのレコーディングに参加。同年度のBillboard 200で8位を記録。
2010年10月16日、さいたまスーパーアリーナで行われるLOUD PARKに出演。
2012年6月12日、3rdアルバム「Band of Brothers」を発表。日本版はボーナストラックが2曲追加され、同年7月11日に発売。同年度のBillboard 200で20位を記録。2011年に予定されていたが、東日本大震災のため中止になっていたANTHRAXとのカップリング・ジャパン・ツアーが行われた。
2015年9月、3度目のジャパン・ツアーが行われた。
2018年にヴィニーは亡くなってしまうが、バンドは元ソウルフライのロイ・マイヨルガをサポートに迎えて活動を継続した。
2021年4月に活動停止していたチャドや元メンバーグレッグのバンドマッドヴェインが活動を再開したため、ヘルイェーは現在バンド活動を休止している。

## メンバー

### 現メンバー
- チャド・グレイ (Vocal) (2006 - )

マッドヴェインのヴォーカリスト。
その幅広い声域はヘルイェーでも健在。カントリー調のクリーンボイスから削岩機のように荒々しいスクリーミングボイスまで、難無くこなす。
- トム・マックスウェル (Guitar) (2006 - )

元ナッシングフェイス（2009年8月14日に解散）のギタリスト。
現在はKnives Out!というバンドでも活動中。
- カイル・サンダース(Bass) (2014 - )

Bloodsimpleのベーシスト。兄はマストドンのトロイ・サンダース。
2014年に脱退したボブ・ジラの後任としてバンドに加入した。
- ヴィニー・ポール (Drums) (2006 - 2018)

バンドのリーダー。
元パンテラ、元ダメージプラン、元レベル・ミーツ・レベルのドラマー。
パンテラやダメージプランで披露された強烈なドラミングは健在。
かつて共にパンテラに在籍していたダイムバッグ・ダレルの実兄。
バンドでの活動以外にBig Vin Recordsという自身が立ち上げたレコード会社を経営していた。
2018年6月22日、虚血性心疾患により死去。

### 元メンバー
- ジェリー・モンタノ (Bass) (2006 - 2007)

元ナッシングフェイスのベーシスト。
2002年から元ミスフィッツのグレン・ダンジグのソロプロジェクトダンジグに2006年まで在籍していたが、現在は脱退している。
- グレッグ・トリベット(Guitar) (2006 - 2014)

マッドヴェインのギタリスト。
ワッシュバーン製の自身のシグネチャーモデルのギターを使用。
2014年にBlood For Bloodの発表と同時に脱退した。
- ボブ・ジラ (Bass) (2007 - 2014)

元ダメージプランのベーシスト。
ジェリー･モンタノが脱退後、後任として加入。
シェクター社製の5弦ベースを主に使用し、フィンガー・ピッキングで弾いている。
2014年にBlood For Bloodの発表と同時に脱退した。

## ディスコグラフィ

### アルバム
- 2007年4月10日 HELLYEAH
- 2010年7月13日 Stampede
- 2012年6月12日 Band of Brothers
- 2014年6月10日 Blood for Blood
- 2016年6月3日 Unden!able
- 2019年9月27日 Welcome Home

### シングル
- 2007年 You Wouldn't Know
- 2007年 Alcohaulin' Ass
- 2008年 Thank You（英語版）
- 2010年 Hell of a Time

いずれも日本国内未発売。

### DVD
- 2007年 Below the Belt

日本国内未発売。

## ツアー
- Fire It Up! Tour
- 2007 Tour
- Family Values Tour 2007
- Bitch! We Got A Problem Tour
- 2007 Tour
- Balls, Volume & Strength Tour
- More Balls, More Volume & More Strength Tour
- Ozzfest 2008
- Rockstar UPROAR Festival 2010

## その他
- プロレス対戦格闘ゲームのWWE SmackDown vs. Raw 2008に楽曲"You Wouldn't Know"がBGMに起用されている。
- バンドがリリースした曲「Thank You」は、今は亡きダイムバッグ・ダレルへの追悼の意を込めて作られた曲である。